# Dead Water
Pour plus de détails, voir Fiche technique et Distribution.
Dead Water est un thriller américain réalisé par Chris Helton, sorti en 2019. Le film met en vedettes Casper Van Dien, Griff Furst et Brianne Davis.

## Synopsis
Vivian et David Cooper, un couple marié, parlent de leurs vacances qui vont se passer trois semaines plus tard. David Cooper est un marine à la retraite, et Vivian est présentatrice à la télévision. David et John, le meilleur ami de son frère, se retrouvent dans un bar pour parler de ce qui s’est passé dans la vie de David à l’époque où il était sous l’uniforme. Quand la télévision du bar diffuse les informations, qui sont présentés par Vivian, David entend quelques gars insulter sa femme. Après s’être battus avec eux, David et John quittent le bar. John invite David (qu’il appelle « Coop ») et sa femme à faire un voyage avec lui. Il a payé d’avance pour un yacht qui se trouve dans les Îles Vierges américaines, et doit aller là-bas le récupérer. John mentionne à David qu’il a besoin de parler à un thérapeute de ce qui lui est arrivé. David hausse les épaules et ne l’écoute pas. Il jette même sa dose quotidienne de pilules dans l’évier. Quand Vivian rentre du travail, elle reparle à David des vacances. Elle lui dit que John l’a appelée au sujet du yacht, et suggère qu’ils aillent dans les îles vierges. Ils ont besoin de ce temps ensemble. Plus tard dans la nuit, David dit à Vivian qu’il est d’accord pour faire le voyage.
En arrivant au bateau, John propose au couple de faire une visite du bateau avant qu’ils appareillent. David commence à devenir suspicieux envers John qui fait des avances à Vivian, et il le surveille d’un peu plus près. Tous trois parlent du frère de David et de vieux souvenirs. John quitte le couple pour aller fumer dehors, et David fait remarquer à Vivian que John semble éteint. Les relations se crispent parce que John pose continuellement des questions sur la guerre. David lui dit qu’il n’aime pas en parler et John s’excuse. Vivian va chercher du rhum dans la cabine de John, et elle trouve une photo d’eux trois, avec la partie où se trouve David déchirée.
John commence à avoir un comportement inquiétant avec David. David et John vont se baigner. Pendant qu’ils nagent, il y a un gars du nom de Jack qui couvre son œil qui saigne et qui regarde leur bateau sur l’eau.
David tombe à son tour sur la photo que Vivian avait trouvée plus tôt. Il suggère de jouer au jeu « action ou vérité » et John lui demande combien de personnes il a tuées. Coop suggère que Vivian et John s’embrassent. Ils refusent tous deux. Le lendemain matin, Coop trouve John sur la passerelle, qui lui dit que le moteur du bateau a cessé de fonctionner. David décide d’aller chercher de l’aide à terre, et il tombe en route sur le bateau de Jack. Après avoir été abattu par Jack, Coop flotte sur l’eau et Jack se dirige vers le bateau de John. Sur le bateau, John avoue à Vivian son amour pour elle, mais elle décline ses avances. Jack arrive au bateau de John en disant qu’il peut aider avec le moteur, si on le paye. John est d’accord.
Vivian appelle sur le téléphone mobile de David, pour savoir ce qu’il devient, et elle se rend compte que Jack a sur lui le téléphone de son mari. Jack enlève donc Vivian et part avec le yacht, en abandonnant John dans son propre bateau. Sur le bateau, John trouve David, que Jack croyait avoir tué, blessé mais vivant. Il lui dit que Jack a pris Vivian. Alors David essaie de faire démarrer le bateau et il les poursuit.

## Distribution
- Casper Van Dien : John Livingston
- Judd Nelson : Sam McLean
- Brianne Davis : Vivian Cooper
- Griff Furst : David Cooper
- Chris Helton : Jack[2]

## Sortie
Le film est sorti en salles et en vidéo à la demande le 26 juillet 2019.

## Réception critique
Sur le site agrégateur de critiques Rotten Tomatoes, le film a un taux d’approbation de 17% basé sur six critiques, avec une note moyenne de 4,9 sur 10. Jake Dee de JoBlo.com a donné au film cinq sur dix, tandis que sur Metacritic, Dead Water a une évaluation de 31 sur 100 basé sur 4 critiques, indiquant des « critiques généralement défavorables. »
Joe Leydon de Variety a donné au film une critique négative et l’a décrit comme « un mélodrame tiède prêt pour la VOD qui fait faiblement écho au Le Couteau dans l'eau de Roman Polanski et au Calme blanc de Phillip Noyce, tout en déroulant péniblement environ 60 minutes d’intrigue afin d’atteindre la durée d’un long métrage. »
Frank Scheck de The Hollywood Reporter a également donné au film une critique négative et a écrit : « Aucun des interprètes n’est capable de donner vie à leurs personnages schématiques, bien que Nelson semble s’amuser en tant que pirate des temps modernes. »